# Illusion des séries

Distribution aléatoire de points dans un carré, où l'on voit apparaître des groupements.

L'illusion des séries (en anglais clustering illusion) est la tendance à percevoir à tort des coïncidences dans des données au hasard. Cela est dû à la sous-estimation systématique par l'esprit humain de la variabilité des données.

## Exemples
Thomas Gilovich a constaté que la plupart des gens pensent que la séquence suivante n'est pas aléatoire :
OXXXOXXXOXXOOOXOOXXOO
Or, cette séquence a plusieurs caractéristiques d'un échantillon aléatoire :
- il y a quasiment le même nombre de O et de X ;
- dans la séquence, il y a autant de cas (10) où le caractère est identique au précédent que de cas où le caractère est différent du précédent.

Dans de telles séquences, l'esprit s'attend à trouver davantage de combinaisons différentes que ne le prévoit l'analyse statistique. La probabilité qu'un caractère tiré soit différent du précédent est évidemment de 0,5 alors que l'esprit humain s'attend à une probabilité plus forte, de l'ordre de 0,7 : si l'on tire deux fois de suite à pile ou face (P/F), on a autant de chances d'obtenir le même résultat deux fois (PP, FF) que deux résultats différents (PF, FP) ; mais il semble que nous trouvions les résultats différents plus « normaux ».
De même, il semble anormal à la plupart des gens qu'une pièce tombe quatre fois sur face de suite lors d'une série de lancers. Pourtant dans une série de 20 lancers, il y a une chance sur deux d'obtenir quatre face de suite. L'erreur commise est dite erreur du parieur.
Ce qui serait rare, inattendu et improbable avec le simple hasard serait de lancer une pièce vingt fois et que le résultat soit à chaque fois l'inverse du précédent. Dans une série de tels lancers, il est plus improbable que probable que des séries de lancers courtes de 2, 4, 6, 8, etc., donneront un résultat que nous savons prévisible logiquement par les lois du hasard. À long terme, des lancers de pièces donneront 50 % de face et 50 % de pile (en supposant un lancer correct et une pièce correcte). Mais sur un court terme, une large gamme de probabilités peuvent se réaliser, y compris certaines séries qui paraissent hautement improbables.

## Explications
Daniel Kahneman et Amos Tversky ont expliqué ce genre de prédiction comme étant causé par l'heuristique de la non-représentativité (c'est-à-dire la tendance à établir des liens entre des éléments semblables, ou entre un élément et un surensemble auquel il semble appartenir). Gilovich affirme que de semblables perceptions sont observées dans des séries à deux dimensions, telles que trouver des regroupements des lieux d'impact des V-1 à Londres pendant la Seconde Guerre mondiale, ou à trouver des séries dans les fluctuations des cours de la bourse,.
L'illusion des séries a fait l'objet d'une étude de Gilovich, Robert Vallone et Amos Tversky. Ils ont montré que l'idée selon laquelle des joueurs de basket-ball réussissent (ou manquent) des séries de tirs (on dit que le joueur a « la main chaude » ou bien est « en déveine ») est erronée. Des analyses ont été réalisées sur les joueurs des 76ers de Philadelphie pendant la saison 1980-81 et sur les lancers francs des Celtics de Boston sur deux saisons. Elles n'ont pas montré que les joueurs réussissaient des séries de tirs réussis ou de tirs ratés plus que le hasard ne le laisse présager. Quand un joueur réussit son premier lancer, il réussit le second 75 % du temps. Mais lorsqu'il rate le premier lancer, il réussit le second également 75 % du temps.
C'est l'illusion des séries qui a fait que le MI-5 britannique a mené une enquête serrée auprès du journal The Daily Telegraph. En effet, dans les jours précédant immédiatement le débarquement du 6 juin 1944, ce journal a sorti des grilles de mots croisés qui reprenaient plusieurs noms de code ultra-confidentiels des diverses opérations du débarquement : opération Utah (le 2 mai 1944), opération Omaha (le 22 mai 1944), opération Mulberry (le 30 mai 1944), opération Overlord (le 2 juin 1944) et opération Neptune (le 2 juin 1944). En fait, c'était une coïncidence.
L'illusion des séries fait la fortune des sociétés de jeux de hasard. En effet, la plupart des gens refuseraient de jouer une combinaison qui soit une série telle que 1-2-3-4. Ils croient qu'en jouant une combinaison qui semble aléatoire telle que 5-19-23-37, ils ont beaucoup plus de chance de gagner, alors que ces deux combinaisons ont la même probabilité de sortir.
De la même façon, certaines personnes suivent des statistiques sur la fréquence de sortie des divers nombres dans les tirages passés, et jouent les nombres « en retard » dans ces fréquences de tirage avec le raisonnement que ces nombres vont sortir à terme, puisque tous les nombres ont la même probabilité de sortir. Le raisonnement est faux, c'est l'erreur du parieur.
Si l'on mélange l'illusion des séries avec le biais de confirmation (c'est-à-dire la tendance d'une personne à préférer les éléments qui confirment plutôt que ceux qui infirment une hypothèse), on obtient une recette pour l'aveuglement et l'illusion.

### Sources
- Gilovich, T. (1991). How We Know What Isn't So: The  Fallibility of Human Reason in Everyday Life (=Comment nous connaissons ce qui n'existe pas : faillibilité de l'esprit humain dans la vie quotidienne). New  York: The Free Press.  (ISBN 0-02-911706-2)
- Gilovich, T., Vallone, R. & Tversky, A. (1985). The hot hand in basketball: On the misperception of random sequences (=La main chaude en basket-ball : perception erronée de séquences aléatoires). Cognitive Psychology  17, 295-314.
- Kahneman, D. & Amos, T. (1972) "Subjective probability: A judgment of representativeness." (=Probabilité subjective : jugement de la non-représentativité) Cognitive Psychology, 3 (3), 430-454.
- Tune, G. S. (1964). "Response preference: A review of some relevant literature." (=Reponses attendues : revue des articles sur le sujet) Psychological Bulletin, 61, 286-302.